# Центральная избирательная комиссия Казахстана
Центральная избирательная комиссия Республики Казахстан (каз. Қазақстан Республикасының Орталық сайлау комиссиясы) — постоянно действующий государственный орган Республики Казахстан, который возглавляет единую систему избирательных комиссий Казахстана.

## История
Предшественницей ЦИК РК являлась Центральная избирательная комиссия по выборам и отзыву народных депутатов Казахской ССР, образованная Постановлением Верховного Совета Казахской ССР от 22 сентября 1989 года. В её состав входило 25 человек.
Указом Президента Республики Казахстан от 11 ноября 1996 года № 3205 утверждено ныне действующее Положение о Центральной избирательной комиссии Республики Казахстан.
В 2013 году Центральная избирательная комиссия Республики Казахстан стала членом Всемирной ассоциации избирательных органов.

## Полномочия
В соответствии со статьёй 12 Конституционного закона Республики Казахстан от 28 сентября 1995 года «О выборах в Республике Казахстан» Центральная избирательная комиссия Республики Казахстан осуществляет на территории Казахстана контроль за исполнением законодательства о выборах; организует подготовку и проведение выборов Президента Республики Казахстан и депутатов Мажилиса Парламента; руководит организацией и проведением выборов депутатов Сената Парламента; рассматривает вопрос о допуске политических партий к участию в выборах части депутатов Мажилиса Парламента и депутатов маслихатов, избираемых по партийным спискам; осуществляет руководство избирательными комиссиями по выборам Президента и депутатов Парламента; подводит итоги выборов Президента и депутатов Парламента, регистрирует избранных Президента и депутатов Парламента, публикует сообщение об этом в средствах массовой информации; осуществляет другие полномочия в соответствии с законодательством Республики Казахстан.

## Состав и формирование
Центральная избирательная комиссия Республики Казахстан состоит из семи человек: Председателя и шести членов комиссии.
В течение 1995–2006 годов избрание и освобождение от должности Председателя, заместителя Председателя, секретаря и членов Центральной избирательной комиссии Республики Казахстан осуществлялось Мажилисом Парламента Республики Казахстан по представлению Главы государства.
В результате конституционной реформы 2007 года определён иной порядок формирования Центральной избирательной комиссии Республики Казахстан, предусматривающий совместное участие в нём Президента и обеих палат Парламента Республики Казахстан. Согласно ему, ЦИК РК в настоящее время формируется следующим образом:
- Председатель и два члена ЦИК РК назначаются на должность Президентом Республики Казахстан;
- два члена ЦИК РК назначаются Сенатом Парламента Республики Казахстан;
- два члена ЦИК РК назначаются Мажилисом Парламента Республики Казахстан.

Срок полномочий Председателя и шести членов комиссии составляет пять лет.

## Аппарат ЦИК
Организационное и информационно-правовое обеспечение деятельности ЦИК РК осуществляется её аппаратом. Руководитель аппарата ЦИК назначается на должность и освобождается от должности Председателем ЦИК РК.
Отделы на 2020 год:
1. Отдел организационно-контрольной и кадровой работы
2. Отдел международного сотрудничества
3. Отдел планирования и исполнения бюджета
4. Отдел организации избирательного процесса
5. Отдел по взаимодействию со СМИ и общественными объединениями
6. Отдел организации электорального обучения и аналитики

## Председатели
Геннадий Коротенко был в 1989—1990 годах главой Центральной избирательной комиссии по выборам и отзыву народных депутатов Казахской ССР.
| № | ФИО                                | Годы                              |
| - | ---------------------------------- | --------------------------------- |
| 1 | Букенов, Капар Букенович           | 1991—1993                         |
| 2 | Турысов, Каратай Турысович         | декабрь 1993 — март 1995          |
| 3 | Ким, Юрий Алексеевич               | 1995 — февраль 1996               |
| 4 | Балиева, Загипа Яхяновна           | 1996—2005                         |
| 5 | Жумабеков, Оналсын Исламович       | апрель 2005 — январь 2007         |
| 6 | Турганкулов, Куандык Турганкулович | январь 2007 — 13 сентября 2016    |
| 7 | Имашев, Берик Мажитович            | 13 сентября 2016 — 25 января 2022 |
| 8 | Абдиров, Нурлан Мажитович          | с 25 января 2022                  |

## Подведомственная организация
РГП «Инженерно-технический центр Центральной избирательной комиссии Республики Казахстан»